# Луцій Сергій Фіденат (військовий трибун з консульською владою 397 року до н. е.)
Лу́цій Се́ргій Фідена́т (лат. Lucius Sergius Fidenas; V—IV століття до н. е.) — політичний, державний і військовий діяч Римської республіки, військовий трибун з консульською владою (консулярний трибун) 397 року до н. е.

## Біографічні відомості
Походив з патриціанського роду Сергіїв. Його батьком був найімовірніше Маній Сергій Фіденат, військовий трибун з консульською владою 404 і 402 років до н. е. про дитячі і молоді роки Луція Сергія відомостей не збереглося.  
У 397 році до н. е. разом з Луцієм Юлієм Юлом, Авлом Постумієм Альбіном Регілленом, Публієм Корнелієм Малугіненом, Луцієм Фурієм Медулліном, Авлом Манлієм Вульсоном Капітоліном його було обрано військовим трибуном з консульською владою. Під час цієї каденції трибуни вели військові дії проти вольсків, еквів й міст-держав Тарквії та Вейї. Про конкретну діяльність під час трибунату самого Луція Сергія нічого невідомо. 
У 394 році Луцій Сергій разом з Луцієм Валерієм Потітом і Авлом Манлієм Вульсоном Капітоліном були відправлені римським сенатом послами в Дельфи, щоб відвезти золоту чашу в дар Аполлону. Під час плавання посольський корабель був захоплений ліпарськими піратами, але ватажок останніх відпустив римлян і навіть надав їм охорону.
Відтоді про подальшу долю Луція Сергія Фідената згадок немає.